# Arthur Dias
Arthur dos Santos Barbosa Dias (Campo Grande, Mato Grosso del Sur, Brasil, 10 de abril de 2007) es un futbolista brasilero. Juega de defensa central y su equipo actual es el Club Athletico Paranaense de la Serie B de Brasil.

## Trayectoria
Llegó al Club Athletico Paranaense en 2022 y se incorporó a las categorías juveniles, el 19 de septiembre de 2023 firmó su primer contrato profesional. En 2024 tuvo sus primeras convocatorias con los profesionales, estuvo en el banco de suplentes por Serie A y el Campeonato Paranaense pero no tuvo minutos, a nivel juvenil fue parte de la obtención de la Copa Sul Sub-20 y Campeonato Paranaense Sub-17.

## Selección nacional
Ha sido internacional con la selección de fútbol de Brasil en las categorías juveniles sub-17 y sub-20.
En septiembre de 2023 fue convocado por la sub-17 para jugar amistosos contra Canadá y Estados Unidos. Debutó con la selección el 6 de octubre, tuvo minutos en el último amistoso contra Estados Unidos y ganaron 3-0. Finalmente no fue considerado para ser parte del mundial sub-17.
A mediados de 2024 volvió a ser considerado en la categoría, esta vez para jugar un torneo amistoso en Portugal.
El 5 de septiembre de 2024 tuvo su primera oportunidad con la sub-20, fue parte de la zaga en un amistoso contra México, convirtió un gol y ganaron 2-1.
El 20 de diciembre se anunció la convocatoria de los jugadores para el Sudamericano Sub-20 y Arthur no fue considerado. Debido a la lesión de un jugador, el 14 de enero de 2025 fue convocado al Sudamericano. Estuvo presente en 8 partidos, clasificaron a la Copa Mundial y en la última jornada se coronaron campeones del torneo.

## Estadísticas

### Clubes
Actualizado al último partido disputado el 16 de abril de 2025.
| Club                             | Div.          | Temporada     | Liga  | Liga  | Liga   | Estatal | Estatal | Estatal | Copas nacionales | Copas nacionales | Copas nacionales | Copas internacionales | Copas internacionales | Copas internacionales | Total | Total | Total  |
| Club                             | Div.          | Temporada     | Part. | Goles | Asist. | Part.   | Goles   | Asist.  | Part.            | Goles            | Asist.           | Part.                 | Goles                 | Asist.                | Part. | Goles | Asist. |
| -------------------------------- | ------------- | ------------- | ----- | ----- | ------ | ------- | ------- | ------- | ---------------- | ---------------- | ---------------- | --------------------- | --------------------- | --------------------- | ----- | ----- | ------ |
| C. Athletico Paranaense · Brasil | 1.ª           | 2024          | 0     | 0     | 0      | 0       | 0       | 0       | -                | -                | -                | -                     | -                     | -                     | 0     | 0     | 0      |
| C. Athletico Paranaense · Brasil | 2.ª           | 2025          | 0     | 0     | 0      | 0       | 0       | 0       | 0                | 0                | 0                | —                     | —                     | —                     | 0     | 0     | 0      |
| C. Athletico Paranaense · Brasil | Total club    | Total club    | 0     | 0     | 0      | 0       | 0       | 0       | 0                | 0                | 0                | 0                     | 0                     | 0                     | 0     | 0     | 0      |
| Total carrera                    | Total carrera | Total carrera | 0     | 0     | 0      | 0       | 0       | 0       | 0                | 0                | 0                | 0                     | 0                     | 0                     | 0     | 0     | 0      |
| 1. 2.                            |               |               |       |       |        |         |         |         |                  |                  |                  |                       |                       |                       |       |       |        |

### Selección
Actualizado al último partido disputado el 16 de febrero de 2025.
| Selección         | Temporada         | Continental | Continental | Continental | Mundial | Mundial | Mundial | Amistosos | Amistosos | Amistosos | Total | Total | Total  |
| Selección         | Temporada         | Part.       | Goles       | Asist.      | Part.   | Goles   | Asist.  | Part.     | Goles     | Asist.    | Part. | Goles | Asist. |
| ----------------- | ----------------- | ----------- | ----------- | ----------- | ------- | ------- | ------- | --------- | --------- | --------- | ----- | ----- | ------ |
| Sub-20 · Brasil   | 2024              | —           | —           | —           | —       | —       | —       | 2         | 1         | 0         | 2     | 1     | 0      |
| Sub-20 · Brasil   | 2025              | 8           | 0           | 0           | -       | -       | -       | 0         | 0         | 0         | 8     | 0     | 0      |
| Sub-20 · Brasil   | Total sel.        | 8           | 0           | 0           | 0       | 0       | 0       | 2         | 1         | 0         | 10    | 1     | 0      |
| Total selecciones | Total selecciones | 8           | 0           | 0           | 0       | 0       | 0       | 2         | 1         | 0         | 10    | 1     | 0      |
| 1.                |                   |             |             |             |         |         |         |           |           |           |       |       |        |

## Palmarés

### Títulos internacionales
| Título                         | Equipo              | Sede      | Año  |
| ------------------------------ | ------------------- | --------- | ---- |
| Campeonato Sudamericano Sub-20 | Selección de Brasil | Venezuela | 2025 |

### Títulos estatales
| Título                | Club                    | País   | Año  |
| --------------------- | ----------------------- | ------ | ---- |
| Campeonato Paranaense | C. Athletico Paranaense | Brasil | 2024 |